# Eliodoro Villazón
Eliodoro Villazón Montaño (Sacaba, 22 de enero de 1848-Cochabamba, Bolivia, 12 de septiembre de 1939) fue un abogado, periodista y político boliviano. Fue presidente de Bolivia desde el 12 de agosto de 1909 hasta el 14 de agosto de 1913.

## Biografía
Eliodoro Villazón nació el 22 de enero de 1848 en la localidad de Sacaba del departamento de Cochabamba. Fue el hijo de José Manuel Villazón y Manuela Montaño. Hizo sus estudios primarios y secundarios en su ciudad natal. Se graduó como abogado y fue durante su vida profesional uno de los más distinguidos del país.
A sus 20 años y durante el gobierno de facto del presidente Mariano Melgarejo Valencia (1864-1871), Villazón fundó el periódico El Ferroviario. Villazón se casó con Enriqueta Torrico.

## Vida política
Inició su carrera política desde muy joven, empezando a militar en el Partido Rojo (partido cuyo líder era el expresidente José María Linares). Fue también concejal municipal de la ciudad de Cochabamba y diputado de Bolivia por el departamento de Cochabamba en varias ocasiones. 
A sus 23 años, Villazón asistió como delegado a la Asamblea Nacional de 1871 que había convocado el gobierno del presidente Agustín Morales y a las Convenciones de 1880 y 1889. Fue ministro de Hacienda e Industria durante el gobierno del presidente Narciso Campero Leyes (1880-1884), al que también representó como agente financiero boliviano en Europa. Especializado en finanzas, Villazón hizo una considerable fortuna con el ejercicio de su profesión.
Fue uno de los principales fundadores del Partido Liberal de Bolivia. Fue ministro de Relaciones Exteriores del gobierno del presidente José Manuel Pando (1900 y 1902-1903), y se abocó a la resolución de los problemas limítrofes con los países vecinos de Bolivia.
Durante la presidencia de Ismael Montes Gamboa, Villazón llegó a ser vicepresidente de Bolivia a sus 56 años, desde 1904 hasta 1909; ejerció además como abogado defensor en el litigio limítrofe boliviano-peruano sobre el Manuripi.

## Presidencia de Bolivia (1909-1913)

Eliodoro Villazón Montaño

Eliodoro Villazón postuló por el Partido Liberal de Bolivia a la presidencia en las elecciones generales de 1909. Triunfó abrumadoramente en esos comicios, sucediendo a Ismael Montes Gamboa en la presidencia. 
Fue posesionado como presidente de Bolivia a sus 61 años de edad, el 12 de agosto de 1909 junto a sus dos vicepresidentes; Macario Pinilla Vargas (primera vicepresidencia) y Juan Misael Saracho (segunda vicepresidencia). 

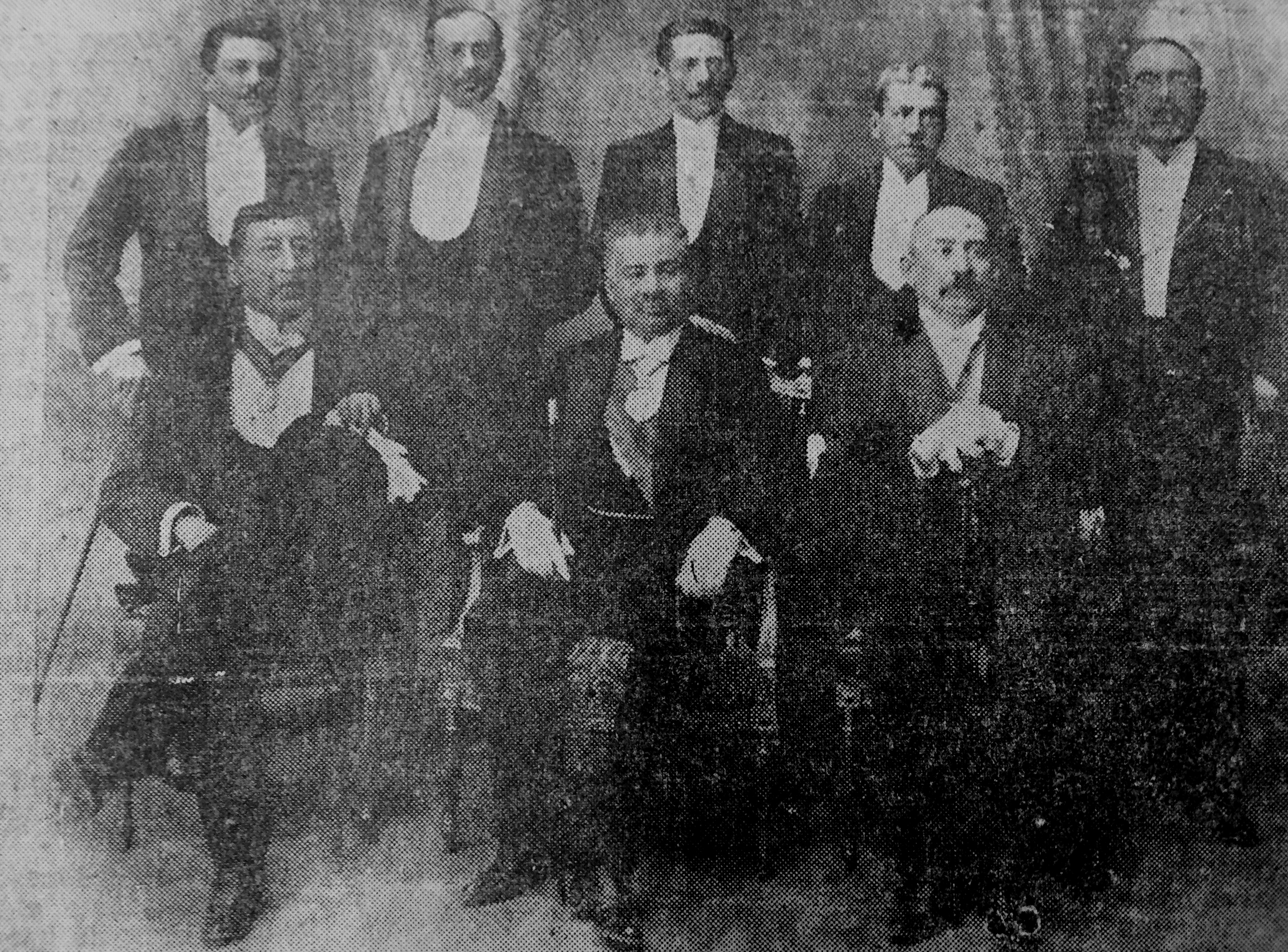
Eliodoro Villazón junto a sus colaboradores. Sentados: Macario Pinilla Vargas y Juan Misael Saracho (vicepresidentes), de pie: Bautista Saavedra Mallea, Ángel Diez de Medina, Daniel Sánchez Bustamante, Alejandro Soruco y Andrés Muñoz.

Su gobierno fue uno de los de mayor bonanza en la historia republicana de Bolivia, pues gozó de superávit presupuestal y de un contexto de tranquilidad, a pesar de la crisis minera de 1908.
- Creó el Instituto Superior de Comercio de La Paz.
- Fundó la Escuela de Minas de Oruro, hoy Facultad Nacional de Ingeniería (FNI).
- En 1911 contrató una misión alemana para la reorganización del ejército boliviano, siendo encabezada por el coronel Hans Kundt quien llegaba por primera vez a Bolivia.
- Se inauguró el ferrocarril de Cochabamba hasta Arani, en 1913.
- Firmó con el Perú un Tratado de Rectificación de Fronteras, conocido como el Tratado Polo-Sánchez Bustamante. Fue suscrito en la ciudad de La Paz el 17 de septiembre de 1909, por el ministro plenipotenciario del Perú, Solón Polo, y el ministro de Relaciones Exteriores de Bolivia, Daniel Sánchez Bustamante. Este tratado puso punto final al litigio fronterizo peruano-boliviano, y evitó la alianza entre Bolivia y Chile contra el Perú.
- Arregló también algunos problemas de límites pendientes con Argentina.

Terminado su período, entregó el mando a su sucesor, Ismael Montes Gamboa, el 14 de agosto de 1913, y viajó a Buenos Aires para trabajar como embajador Plenipotenciario de Bolivia en Argentina.

## Fallecimiento
Después de 26 años de haber dejado la presidencia, Eliodoro Villazón falleció el 12 de septiembre de 1939 en la ciudad de Cochabamba a los 91 años de edad. Cabe mencionar también que Villazón llegó a convertirse en uno de los 4 presidentes con mayor edad, junto a Hugo Ballivián Rojas, Víctor Paz Estenssoro y Lidia Gueiler Tejada.